# Carl Humann

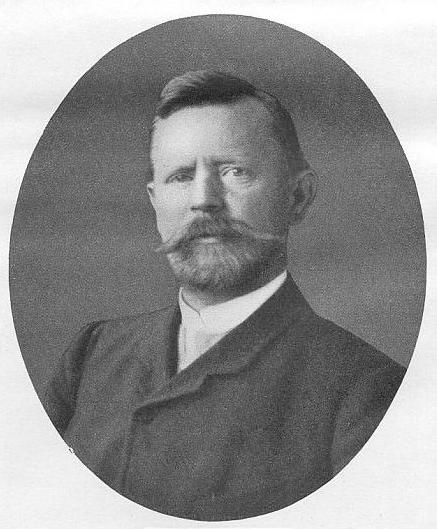
Carl Humann

Carl Humann (Vorname auch Karl; * 4. Januar 1839 in Steele; † 12. April 1896 in Smyrna) war ein deutscher Ingenieur, Architekt und Klassischer Archäologe. Er wurde als der Entdecker des Pergamonaltars bekannt.

## Leben und Wirken

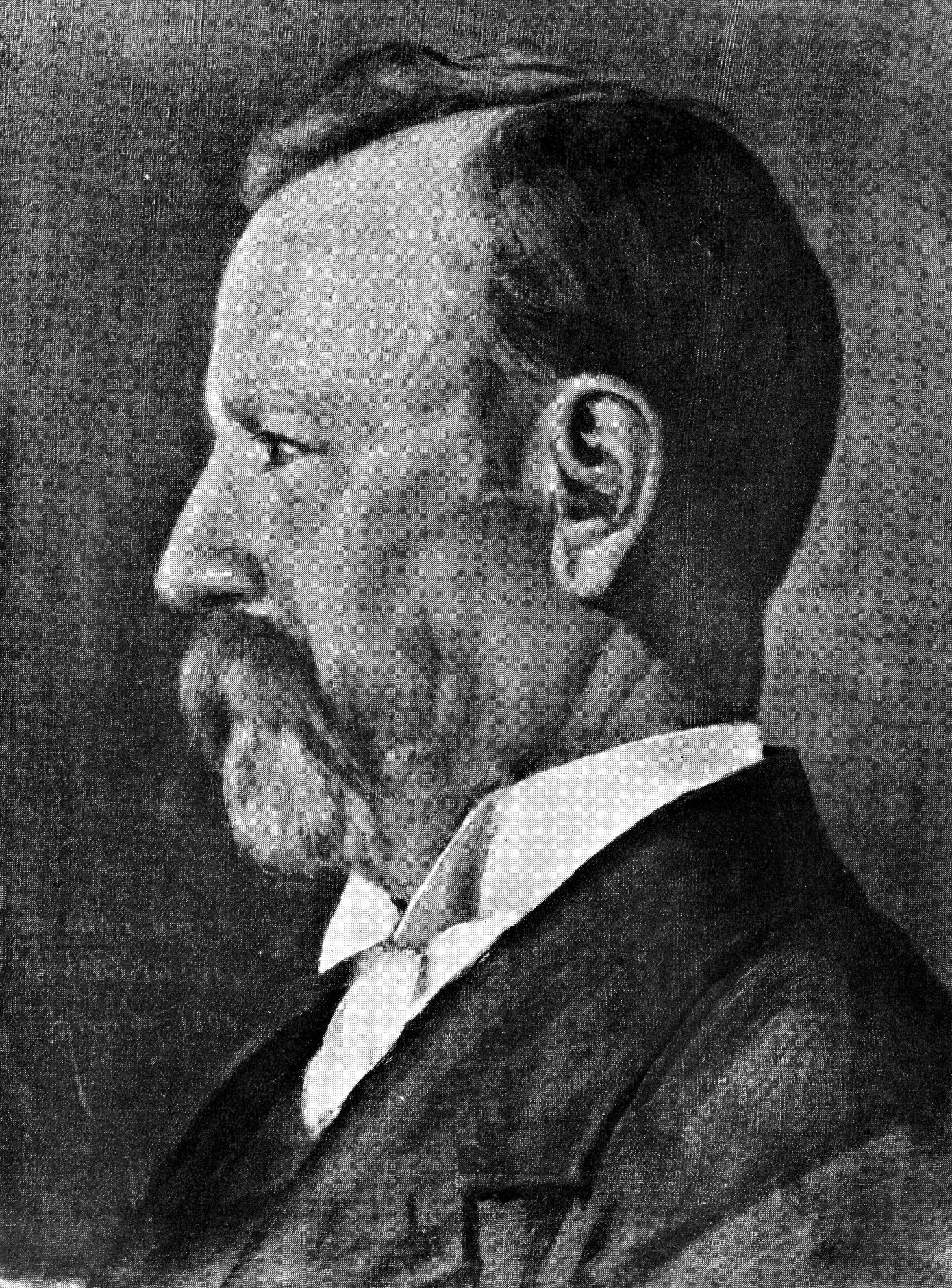
Carl Humann (1894); Gemälde von Osman Hamdi Bey

Carl Humann arbeitete nach klassisch-humanistischer Schullaufbahn (Abitur 1859 am Königlichen Gymnasium am Burgplatz zu Essen) zunächst für die Bergisch-Märkische Eisenbahn-Gesellschaft und begann 1860 ein Ingenieurstudium an der Bauakademie in Berlin.
Im Herbst 1861 brach er aus gesundheitlichen Gründen sein Studium ab und folgte dem Aufruf seines älteren Bruders Franz (1832–1893), der als Tiefbau-Ingenieur im zum Osmanischen Reich gehörenden Samos arbeitete und Karl dort Arbeit und archäologische Betätigung versprach. Auch in der Hoffnung, durch das gesündere Klima im Mittelmeerraum eine Tuberkulose-Erkrankung besser auskurieren zu können, landete er am 15. November 1861 auf der Insel Samos. Er beteiligte sich unter anderem an Ausgrabungen des dortigen Heraions und antiker Palastanlagen. Humann blieb im Osmanischen Reich und arbeitete zunächst weiter als Bauingenieur. 1864 bereiste er im Auftrag der osmanischen Regierung Palästina, um das Land zu nivellieren und eine genaue Karte des Landes anzufertigen. Später erforschte er den östlichen Balkan und nahm eine Karte auf. In Vorbereitung späterer Ausgrabungen besuchte er im Winter 1864/65 das antike Pergamon. An der bekannten historischen, aber noch nicht ausgegrabenen Stätte nutzte er zunächst seinen Einfluss, um die Vernichtung der teilweise offenliegenden marmornen Ruinen in Kalkbrennöfen so weit wie möglich zu unterbinden. Für eine vollständige Ausgrabung fehlte vor allem die Unterstützung aus Berlin.
In Kleinasien leitete Humann von 1867 bis 1873 gemeinsam mit seinem Bruder Franz den Bau von Straßen. Ab 1868 wohnte er in Bergama, dem früheren Pergamon, und setzte seine archäologischen Studien dort vor allem in den Wintermonaten fort. Er stand dabei in Kontakt mit dem Kartographen Heinrich Kiepert und mit Ernst Curtius, dem Leiter der Berliner Antikensammlung. In Aussicht genommene Ausgrabungen in Pergamon kamen aber zunächst nicht zustande, weil Curtius sich der Grabung in Olympia zuwandte. Nach Einstellung des Straßenbauprojekts lebte Humann ab 1873 als Bauingenieur in Smyrna, unterbrochen von einer Reise nach Deutschland 1873/74, bei der er heiratete.

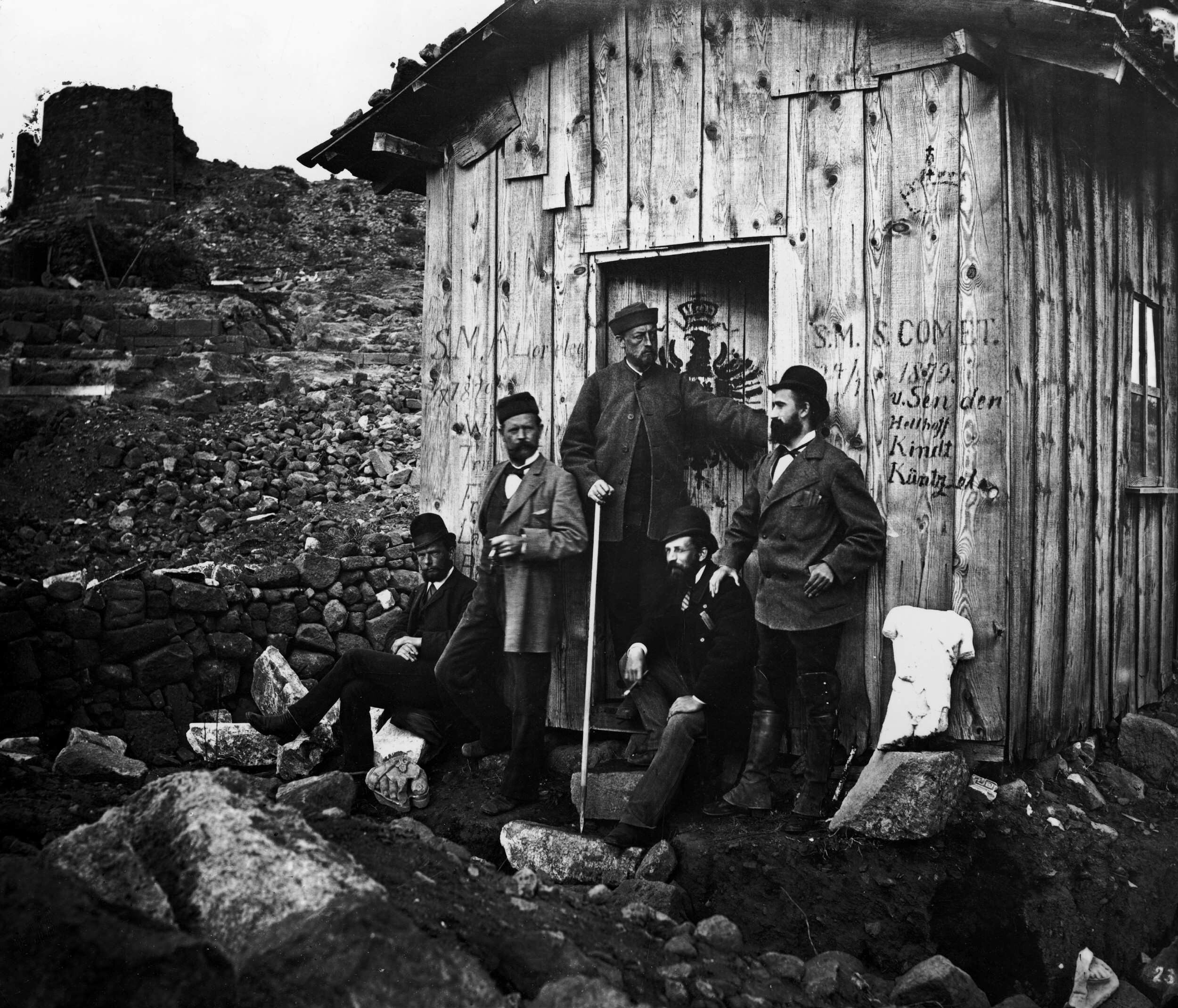
Pergamon 1879 (v.l.): Otto Raschdorff, Carl Humann, Alexander Conze, Hermann Stiller und Richard Bohn vor der Grabungshütte auf dem Burgberg

Erst 1878 besaß Humann sowohl finanziellen Rückhalt durch den Direktor des Berliner Skulpturenmuseums, Alexander Conze, als auch die offizielle Grabungsgenehmigung von osmanischer Seite. Am 9. September begannen die zunächst ein Jahr dauernden Grabungen auf dem Burgberg von Pergamon. Unerwartet wurden bereits am 12. September große Teile des künstlerisch außerordentlich wertvollen Frieses des Pergamonaltars und zahlreiche Skulpturen gefunden. Bis Ende September 1878 waren bereits dreiundzwanzig Gruppen der antiken Gigantomachie freigelegt. Weitere Grabungskampagnen fanden in den Jahren 1880 bis 1881 und 1883 bis 1886 statt. Die Funde, die gemäß einer Übereinkunft mit dem Osmanischen Reich der deutschen Seite zustanden, wurden mit Ochsenkarren zur fünf Stunden entfernten Küste transportiert, dort auf Schiffe der deutschen Marine verladen und nach Berlin gebracht. Im Deutschen Reich erkannte man bald die sensationelle Bedeutung des Fundes, Humann wurde eine Berühmtheit und 1879 ordentliches Mitglied des Deutschen Archäologischen Instituts, 1889 Ehrendoktor in Greifswald. Gerade vor dem Hintergrund der nationalistischen Geisteshaltung jener Epoche war man stolz, zum Beispiel dem Parthenon-Fries im Londoner British Museum etwas entgegensetzen zu können.
Im Auftrag der Berliner Akademie der Wissenschaften machte Humann archäologische Aufnahmen der antiken Stätten von Angora, am oberen Euphrat sowie in Nord-Syrien. Im Sommer 1882 grub er für die Deutsche Orient-Gesellschaft in Bogazköy und Yazılıkaya, während sein Freund, der Direktor der Ottomanischen Museen Hamdi Bey, erste Ausgrabungen in Zincirli (Sam'al) begann. 1883 begleitete Humann den Professor für Archäologie Otto Puchstein auf seiner Expedition zur Erforschung der Stätten des antiken Kommagene zu Grabungsgebieten am Euphrat. Sie erreichten im Mai die Burgruine von Gaziantep und fertigten Skizzen des Grabheiligtums von Sesönk. Am 1. Juni wurde Samosata erkundet und die Gruppe erreichte am 7. Juni 1883 das eigentliche Ziel der Expedition, das Hierothesion auf dem Nemrut Dağ, das erstmals für die Wissenschaft fotografiert und vermessen wurde.
1884 wurde Humann zum Abteilungsdirektor der königlichen Museen in Berlin ernannt, behielt jedoch als auswärtiger Direktor seinen Wohnsitz in Smyrna, um die Interessen der königlichen Museen im Orient wahrzunehmen. Er arbeitete und forschte weiter und empfing in seinem weithin bekannten Haus zahlreiche Gäste. 1887 führte er topographische Untersuchungen in Hierapolis durch, 1888 setzte er die Ausgrabungen von Zincirli in Nord-Syrien fort und machte eine Versuchsgrabung in Tralleis.
Zwischen 1891 und 1893 grub Humann Magnesia am Mäander aus. Im Frühjahr 1894 erhielt er von Otto Benndorf den Auftrag, Pläne in der Ruinenstadt Ephesos aufzunehmen und ein technisches Gutachten über eine Ausgrabung des dortigen Dianatempels und seines mit Skulpturen des Praxiteles geschmückten Altarbaues anzufertigen. Ab 1895 beteiligte er sich an der ersten österreichischen Ausgrabung in Ephesos. Im September 1895 begann er auch noch eine Ausgrabung in Priene, unterstützt vom jungen Stipendiaten und Freund Theodor Wiegand, der Humanns Werk fortsetzte und ab 1899 auch die Grabungen bei Milet leitete. Am 5. Oktober musste Humann, an einem schweren Leberleiden erkrankt, nach Smyrna abreisen und übergab Wiegand die Leitung in Priene. Carl Humann starb am 12. April 1896 in Smyrna und wurde auf dem dortigen Friedhof bestattet. 1963 wurde der katholische Friedhof von Smyrna aufgelassen, Humanns sterbliche Überreste wurden daraufhin auf den Burgberg von Pergamon überführt und 1967 unter Leitung von Erich Boehringer in einer neu eingeweihten Gruft beigesetzt.

## Weitere Ehrungen

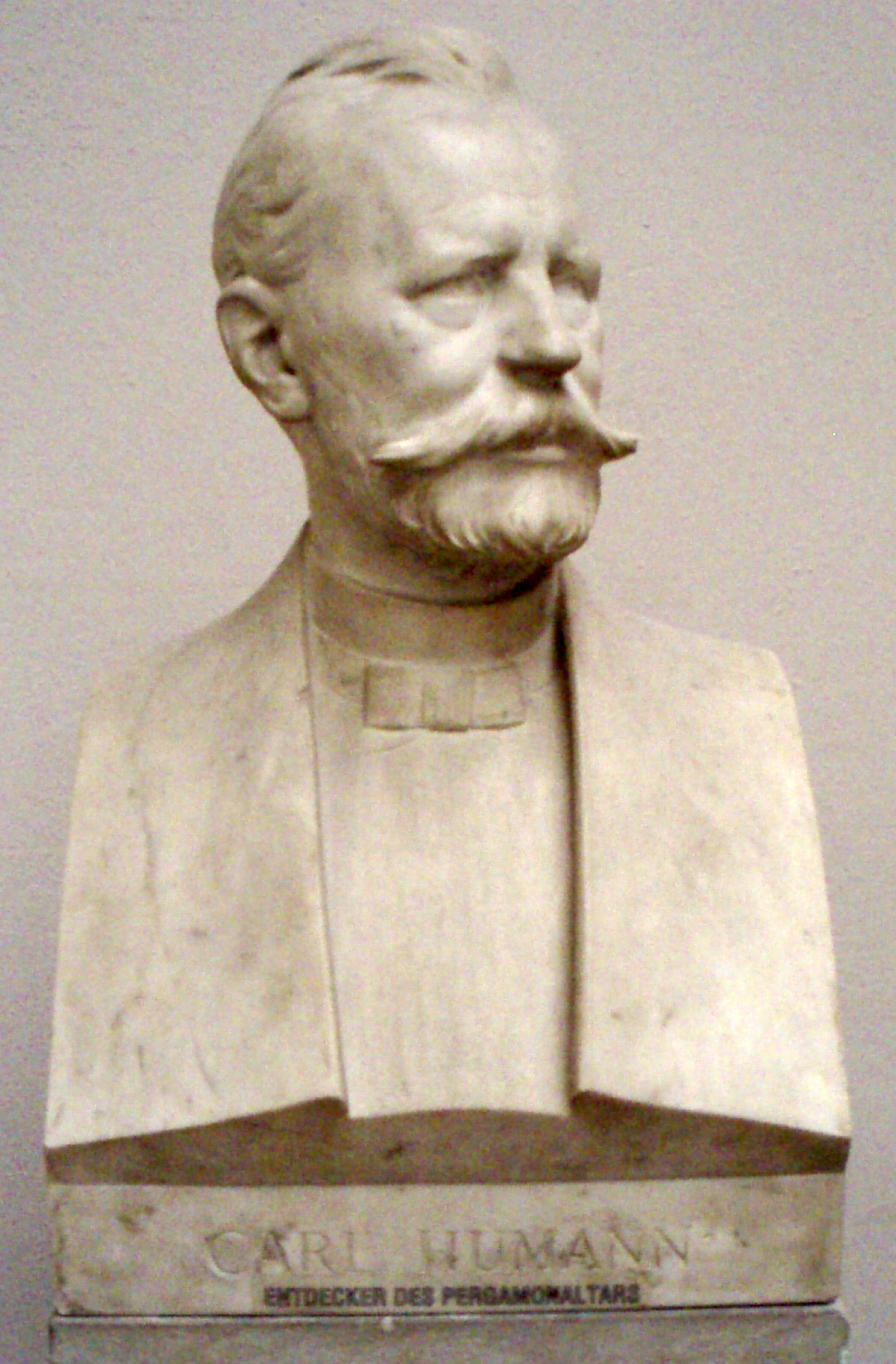
Adolf Brütt: Büste Carl Humanns im Pergamon-Museum Berlin

1890 ernannte die Stadt Steele Carl Humann zu ihrem Ehrenbürger.
Eine von Adolf Brütt geschaffene Porträtbüste Humanns entstand zur Eröffnung des ersten Berliner Pergamonmuseums am 18. November 1901, die mit der der Eröffnung der Siegesallee am selben Tag verbunden wurde.
Eine Kopie dieser Büste befindet sich auf dem Kaiser-Otto-Platz in Essen-Steele, unweit des Carl-Humann-Gymnasiums am Laurentiusweg 20. In Berlin-Prenzlauer Berg gibt es eine Carl-Humann-Grundschule sowie einen Humannplatz, im Hamburger Stadtteil Nienstedten seit 1947 die Humannstraße.

## Familie
Carl Humanns Eltern, der Gastwirt Franz Wilhelm Humann (1806–1870) und Maria Catharina vom Kolke (1805–1887), hatten am 11. Oktober 1831 in Steele geheiratet. Am 21. Januar 1832 wurde der älteste Sohn Franz, 1839 Karl, 1841 Wilhelm und 1843 Theodor geboren. In den Jahren 1845 und 1850 folgte die Geburt der Töchter Caroline und Marie.
Am 24. November 1874 heiratete Carl Humann im Wattenscheider Standesamt Louise Werwer (1843–1928), Tochter des Rittergutspächters Heinrich Werwer in Sevinghausen und der Anna Maria Borgwarth. Aus Humanns Ehe gingen vier Kinder hervor: die Tochter Maria Humann (1875–1970), die 1900 den Archäologen Friedrich Sarre heiratete, eine 1878 im Alter von einem Jahr verstorbene Tochter, der Sohn Hans Humann (1878–1933), der als Marineoffizier, Diplomat und Geschäftsmann bekannt wurde, sowie der 1889 siebenjährig verstorbene Sohn Karl.

## Schriften
- Reisen in Kleinasien und Nordsyrien. Hrsg. zusammen mit Otto Puchstein (mit Atlas). Reimer, Berlin 1890 (online).
- Magnesia am Mäander. Reimer, Berlin 1904 (online).